# Idioma luilang
Luilang, o ambiguamente Ketagalan (Ketangalan, Tangalan; chino:凱達格蘭語; pinyin: Kǎidágélányǔ), era una lengua formosana hablada al sur de la actual Taipéi, en el norte de Taiwán, por uno de varios pueblos que han sido llamados Ketagalan. La lengua probablemente se extinguió a mediados del siglo XX y está muy poco documentada.

## Localización
Según la tradición oral, el pueblo Luilang originalmente habitaba cuatro aldeas cerca de Taipéi: Luili (雷里, Leili), Siulang (秀朗, Xiulang), Bulisiat (務裡薛, Wulixue) y Liau-a (了阿, Liao'a). Estos se fusionaron bajo el nombre combinado Luilang (雷朗, Leilang) y luego migraron a su ubicación actual en Outer Oat-a (外挖仔庄, Waiwazizhuang) en el siglo XVIII.

## Nombre
Ethnologue y Glottolog utilizan el nombre 'Ketagalan' para el idioma luilang. Sin embargo, ese nombre es ambiguo y originalmente se refería a todas las tribus de las llanuras del norte de Taiwán. Ha habido discusión en la literatura sobre si es mejor aplicarlo a Luilang, al sur y al oeste de Taipéi, o a Basay, al este. 'Luilang' es un nombre de aldea ancestral y, por lo tanto, inequívoco para el idioma al suroeste de Taipéi, mientras que 'Basay' es el endónimo del idioma del este, y también inequívoco.

## Numerales
Los números de Luilang son bastante divergentes. Por ejemplo, el idioma basay tiene números del 5 al 10 que están relacionados con el proto-malayopolinesio, lo que Luilang no tiene. Las formas registradas por Guérin (usando transcripción francesa), Ino (usando transcripción japonesa) y Ogawa son:
| source                 | 1      | 2     | 3      | 4      | 5       | 6          | 7           | 8          | 9          | 10      |
| ---------------------- | ------ | ----- | ------ | ------ | ------- | ---------- | ----------- | ---------- | ---------- | ------- |
| Xiulang? (Guérin 1868) | saka   | tsusa | toulou | souvad | laleup  | tsouloup   | patsouo-ana | patouloun  | sateuna    | isit    |
| Xiulang (Ino 1896)     | saka   | tsusa | tooru  | sma    | naru    | tsuro      | yinai       | tonai      | satoronai  |         |
| Xiulang (Ino 1897)     | saka   | tsusa | tooru  | seva   | rārup   | tserup     | senai       | patoorunai | satoorunai | irip    |
| Luilang (Ogawa 1944)   | sa(ka) | tsusa | tuḷu   | suva   | (na)lup | (na)tsulup | innai       | patulunai  | satulunai  | isit    |
| Ketangalan             | tsa    | Lusa  | tsʰu:  | špat   | tsima   | anum       | pitu        | watsu      | siwa       | Labatan |